# Pittosporum mackeei
Pittosporum mackeei är en tvåhjärtbladig växtart som beskrevs av C. Tirel och J.-m. Veillon. Pittosporum mackeei ingår i släktet Pittosporum och familjen Pittosporaceae. Inga underarter finns listade.